# Kızıksa, Manyas
Kızıksa là một thị trấn thuộc huyện Manyas, tỉnh Balıkesir, Thổ Nhĩ Kỳ. Dân số thời điểm năm 2010 là 1.237 người.